# Lallemandana armstrongi
Lallemandana armstrongi är en insektsart som först beskrevs av Victor Lallemand 1928.  Lallemandana armstrongi ingår i släktet Lallemandana och familjen spottstritar. Inga underarter finns listade i Catalogue of Life.